# Preussia lobatipes
Preussia lobatipes är en insektsart som beskrevs av Karsch 1890. Preussia lobatipes ingår i släktet Preussia och familjen vårtbitare. Inga underarter finns listade i Catalogue of Life.